# Große Kriegsinsel
Die Große Kriegsinsel (serbisch: Veliko ratno ostrvo/Велико ратно острво) ist eine unbebaute Insel an der Mündung der Save in die Donau auf dem Territorium der serbischen Hauptstadt Belgrad. Administrativ gehört sie zum Belgrader Stadtteil Zemun.
Die Insel hat eine Fläche von 157,75 Hektar und ist somit eine der größten Serbiens. Die vorgelagerte Kleine Kriegsinsel hat eine Fläche von 10,15 Hektar. Die Insel ist von historischer Bedeutung, da sie in der Vergangenheit oft die Grenze zwischen zwei großen Imperien ausmachte. Bis zum 19. Jahrhundert verlief hier die Grenze zwischen dem Osmanischen Reich und Österreich-Ungarn. Die Insel diente der österreichisch-ungarischen Armee als Stützpunkt im Krieg gegen die Osmanen um Belgrad. Daher erhielt die Insel auch ihren heutigen Namen.
Die weitgehend unbebaute Insel steht seit 2005 unter Naturschutz und steht auf der internationalen Liste der Vogelschutzgebiete.